# Smallingerland

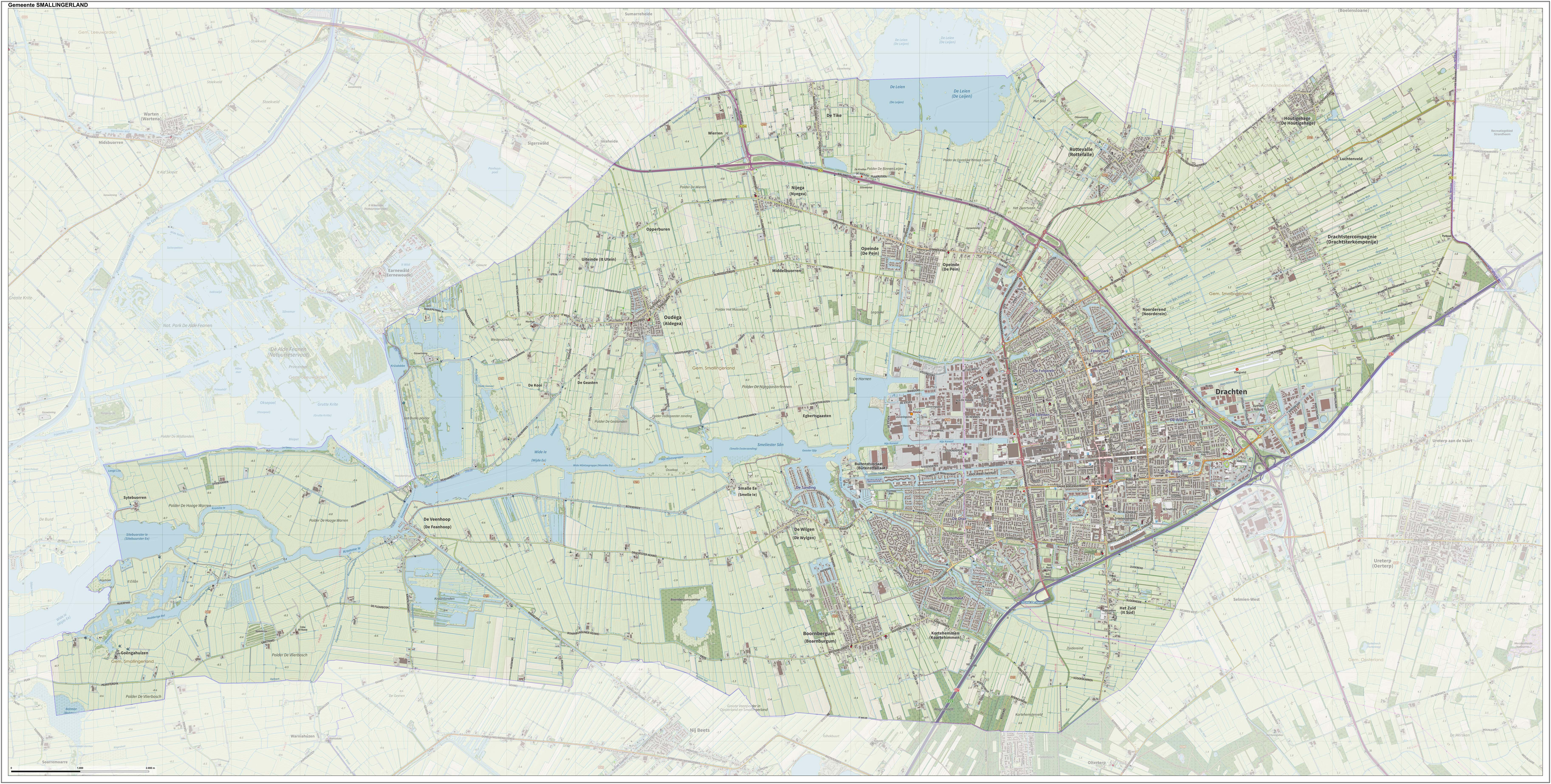
Topografische gemeentekaart van Smallingerland, september 2023

Smallingerland (uitspraakⓘ) (Fries: Smellingerlân (uitspraakⓘ)) is een gemeente in het oosten van de Nederlandse provincie Friesland met als hoofdplaats Drachten. De gemeente telde 56.661 inwoners op 22 november 2024 en heeft een oppervlakte van 126,18 km². Er zijn 26.241 woningen (2023, Bron: CBS) in de gemeente Smallingerland.

## Naam en geschiedenis
De gemeente Smallingerland ontleent haar naam aan Smalle Ee, een meer in het midden van de gemeente. De gemeente wordt als het ware in tweeën gedeeld door meren die de uitloper zijn van de rivier De Drait. Eerst krijgen we de Smalle Ee (ook Smalle Eesterzanding genoemd), dan vervolgens de Monnike Ee, Wijde Ee en iets verder op de Kromme Ee. Ook naar het water Smalle Ee is een klein dorp ten zuidwesten van Drachten vernoemd, waar vroeger tot 1586 een klooster heeft gestaan. Het dorp Smalle-Ee was tot omstreeks 1625 de hoofdplaats van de grietenij (gemeente), waarna Oudega het werd. Maar tot circa 1667 werd nog beurtelings rechtgesproken in Smalle Ee en Oudega. Oudega bleef de hoofdplaats tot 1816, daarna heeft Opeinde die functie even overgenomen tot 1823 toen Drachten de hoofdplaats werd. De plaats Drachten is een samenvloeiing van twee kleine boerendorpen, Noorder- en Zuider Drachten.

## Kernen
De gemeente Smallingerland telt veertien officiële kernen. De hoofdplaats is Drachten en is verreweg de grootste plaats binnen de gemeente Smallingerland. De Nederlandse namen zijn de officiële, met uitzondering van De Tike. De plaatsnaamborden van de dorpen zijn tweetalig, in het Nederlands en in het Fries.

### Dorpen
Aantal inwoners per woonkern per 2023.
| Nederlandse naam    | Friese naam         | Inwoners |
| ------------------- | ------------------- | -------- |
| Drachten            | Drachten            | 44.990   |
| Boornbergum         | Boarnburgum         | 1.835    |
| Opeinde             | De Pein             | 1.730    |
| Oudega              | Aldegea             | 1.670    |
| Drachtstercompagnie | Drachtsterkompenije | 1.525    |
| Rottevalle          | De Rottefalle       | 1.410    |
| Houtigehage         | De Houtigehage      | 925      |
| De Wilgen           | De Wylgen           | 670      |
| Nijega              | Nyegea              | 490      |
| De Tike (of Tieke)  | De Tike             | 350      |
| De Veenhoop         | De Feanhoop         | 260      |
| Kortehemmen         | Koartehimmen        | 145      |
| Goëngahuizen        | Goaiïngahuzen       | 55       |
| Smalle Ee           | Smelle Ie           | 45       |

Bron: Gemeente Smallingerland/CBS

### Buurtschappen
Naast deze officiële kernen bevinden zich in de gemeente de volgende buurtschappen:
| - Buitenstverlaat (Bûtenstfallaat) - De Gaasten (De Geasten) - De Kooi (De Koai) - Egbertsgaasten (Eibertsgeasten) - Luchtenveld (Luchtenfjild) - Middelburen (Middelbuorren) - Noorderend (Noarderein) | - Opperburen (Opperbuorren) - Scheiding (De Skieding) - Siteburen (Sitebuorren/Sytebuorren) - Uiteinde (Utein) - Wierren - Zandburen (Sânbuorren) - Zuidereind (It Súd) |

## Bevolkingsgroei
De gemeente Smallingerland is tot 2012 voortdurend gegroeid. In 2013 is er voor het eerst sprake van een kleine teruggang. Later trok de bevolkingsgroei weer aan en is Smallingerland na Leeuwarden de snelst groeiende gemeente van Friesland.
- 1960 - 25.730
- 1970 - 38.627
- 1980 - 48.472
- 1990 - 50.229
- 2000 - 52.437
- 2010 - 55.271
- 2011 - 55.436
- 2012 - 55.456
- 2013 - 55.454
- 2019 - 55.939
- 2022 - 55.863
- 2024 - 56.654
- 2025 - 57.215

Bron: CBS Statline

## Millennium Gemeente
Smallingerland is de eerste Friese Millennium Gemeente.

## Politiek
De gemeenteraad van Smallingerland bestaat uit 31 zetels. Hieronder de behaalde zetels per partij bij de gemeenteraadsverkiezingen sinds 1994:
| Partij                          | 1990 | 1994 | 1998 | 2002  | 2006 | 2010 | 2014 | 2018 | 2022 |
| ------------------------------- | ---- | ---- | ---- | ----- | ---- | ---- | ---- | ---- | ---- |
| CDA                             | 10   | 7    | 8    | 8     | 7    | 6    | 5    | 4    | 5    |
| ChristenUnie                    | -    | -    | -    | 3     | 4    | 4    | 5    | 4    | 5    |
| PvdA                            | 11   | 7    | 8    | 7     | 11   | 7    | 6    | 4    | 4    |
| SP                              | -    | -    | 2    | 2     | 3    | 2    | 4    | 2    | 3    |
| ELP                             | -    | -    | -    | -     | -    | -    | 3    | 7    | 3    |
| Smallingerlands Belang          | -    | -    | -    | -     | 1    | 2    | 2    | 3    | 3    |
| VVD                             | 3    | 3    | 3    | 3     | 2    | 4    | 2    | 2    | 3    |
| GroenLinks                      | 2    | 3    | 3    | 2     | 1    | 2    | 1    | 2    | 2    |
| D66                             | 2    | 3    | 1    | 1     | -    | 1    | 2    | 2    | 2    |
| FNP                             | 1    | 1    | 1    | 1     | 1    | 2    | 1    | 1    | 1    |
| Gemeentebelangen Smallingerland | -    | 4    | 2    | 4     | 1    | 1    | -    | -    | -    |
| RPF                             | 1    | 2    | 2    | [ b ] | -    | -    | -    | -    | -    |
| GPV                             | 1    | 1    | 1    | [ b ] | -    | -    | -    | -    | -    |
| Totaal                          | 31   | 31   | 31   | 31    | 31   | 31   | 31   | 31   | 31   |

*2022-2026: Raadslid van Smallingerlands Belang heeft zich aangesloten bij de ELP.

## Geboren in Smallingerland
- Johanna Eekman (1897-1960), verzetsstrijder
- Leo Elfers (1946-2023), politicus
- Anthonie Wurth (26 mei 1967), judoka
- Henco de Berg (10 december 1967), organist en componist
- Matthijn Buwalda (6 september 1983), Nederlandse zanger en songwriter

## Aangrenzende gemeenten
| Aangrenzende gemeenten | Aangrenzende gemeenten | Aangrenzende gemeenten          | Aangrenzende gemeenten | Aangrenzende gemeenten |
| ---------------------- | ---------------------- | ------------------------------- | ---------------------- | ---------------------- |
| Leeuwarden             |                        | Tietjerksteradeel Achtkarspelen |                        |                        |
|                        |                        |                                 |                        |                        |
| Heerenveen             | Westerkwartier (Gr)    |                                 |                        |                        |
|                        |                        |                                 |                        |                        |
|                        |                        | Opsterland                      |                        |                        |

## Cultuur

### Monumenten
In de gemeente zijn er een aantal rijksmonumenten, gemeentelijke monumenten, oorlogsmonumenten en kunstwerken, zie:
- Lijst van rijksmonumenten in Smallingerland
- Lijst van gemeentelijke monumenten in Smallingerland
- Lijst van oorlogsmonumenten in Smallingerland

### Kunst in de openbare ruimte
In de gemeente zijn diverse beelden, sculpturen en objecten geplaatst in de openbare ruimte, zie:
- Lijst van beelden in Smallingerland

Steden, dorpen en gehuchten: Boornbergum · De Tike · De Veenhoop · De Wilgen · Drachten · Drachtstercompagnie · Goëngahuizen · Houtigehage · Kortehemmen · Nijega · Opeinde · Oudega · Rottevalle · Smalle Ee

Buurtschappen: Buitenstverlaat · De Gaasten · De Kooi · Egbertsgaasten · Hooidammen · Luchtenveld · Middelburen · Noorderend · Opperburen · Siteburen · Uiteinde · Wierren · Zandburen · Zuidereind 

Friesland: Steden en dorpen      Nederland: Provincies · Gemeenten
Achtkarspelen · Ameland · Dantumadeel · De Friese Meren · Harlingen · Heerenveen · Leeuwarden · Noardeast-Fryslân · Ooststellingwerf · Opsterland · Schiermonnikoog · Smallingerland · Súdwest-Fryslân · Terschelling · Tietjerksteradeel · Vlieland ·  Waadhoeke · Weststellingwerf

Steden en dorpen · Voormalige gemeenten · Nederland: Provincies · Gemeenten